# John Kay
John Kay (ur. 17 czerwca 1704 w Bury, zm. ok. 1780 we Francji) – angielski sukiennik i wynalazca. Odegrał kluczową rolę w rewolucji przemysłowej jako wynalazca mechanicznego czółenka.